# Pivka (rivier)
Pivka is een rivier in Slovenië.
De 27 kilometer lange rivier mondt uit in de Postojnska jama, een ondergronds grottenstelsel. De rivier heeft het grottenstelsel door de jaren heen gevormd. Daar komt de rivier ondergronds samen met de Rak, en stroomt verder als Unica.